# Billy Cox
William Billy Cox (Wheeling, Virginia Occidental, 18 de octubre de 1941) es un músico estadounidense, último sobreviviente de The Jimi Hendrix Experience.
Conoció a Hendrix a principios de los años 60 durante el servicio militar en Fort Campbell. Juntos formaron su primer grupo musical: King Casuals. 
Después de recorrer distintos caminos durante unos años, en 1969 se cruzaron nuevamente en la banda de rock psicodélico Band of Gypsys.

## Discografía
- Nitro Function, 1971.
- Them Changes, Buddy Miles.